# Domingos Duarte
Domingos de Sousa Coutinho Menezes Duarte (ur. 10 marca 1995 w Cascais) – portugalski piłkarz, występujący na pozycji obrońcy w hiszpańskim klubie Getafe CF.